# 靖夷堡遺址
靖夷堡遺址位於四川省松潘縣，文物遺址年代判定為明代。2004年增補為第六批四川省文物保護單位。